# Душаналиев, Садвакас Желкеченович
Садвакас Желкеченович Душаналиев (1911, с. Чала-Казак, Семиреченская область, Российская империя — ?) — советский киргизский юрист и государственный деятель, председатель Верховного суда Киргизской ССР (1938—1940).

## Биография
Рано остался без родителей, воспитывается у родственников. В 1927 г. устроился рабочим на текстильную фабрику Интергельпо.
В 1932 г. был направлен на учебу на рабфак советского права Татарской Республики, где он окончил 2 курса. В 1934 г. окончил Совпартшколу в Казани.
В 1934—1938 гг. служил в рядах РККА.
В 1938—1940 гг. — председатель Верховного суда Киргизской ССР.
Затем был направлен на Высшие юридические курсы при Юридической академии г. Москвы, после завершения которых работал вторым секретарем Кагановического, затем — Кантского районных комитетов ВКП(б).